# روس ماير
روس ماير (بالإنجليزية: Russ Meyer)‏ هو كاتب ومنتج ومونتير وكاتب سيناريو ومصور سينمائي ومنتج أفلام ومصور ومخرج وممثل أمريكي، ولد في 21 مارس 1922 في الولايات المتحدة، وتوفي في 18 سبتمبر 2004 بلوس أنجلوس في الولايات المتحدة بسبب ذات الرئة. بدأ مشواره المهني سنة 1950.

## وصلات خارجية
- روس ماير على موقع IMDb (الإنجليزية)
- روس ماير على موقع روتن توميتوز (الإنجليزية)
- روس ماير على موقع ألو سيني (الفرنسية)
- روس ماير على موقع أول موفي (الإنجليزية)
- روس ماير على موقع قاعدة بيانات الأفلام السويدية (السويدية)
- روس ماير على موقع إن إن دي بي (الإنجليزية)
- روس ماير على موقع ديسكوغز (الإنجليزية)
- روس ماير على موقع قاعدة بيانات الفيلم (الإنجليزية)
- روس ماير على موقع كينوبويسك (الروسية)